# Arnoud Sengers
Arnoldus Antonius „Arnoud“ Sengers, oft abgekürzt: A. A. Sengers,  (* 10. August 1887 Gestel, Niederlande; † 1. Juli 1970 Rotterdam)  war ein niederländischer Karambolagespieler in der Disziplin Dreiband und Sportfunktionär.

## Karriere

### National
Als Amateurspieler ging Sengers einem geregelten Beruf nach, hatte somit nicht viel Zeit für das Training. So wurde er, für diese Zeit durchaus üblich, erst im Alter von 41 Jahren mit einem Titel bei nationalen Meisterschaften belohnt. Von 1928 bis 1942 erspielte sich Sengers durchgehend einen Podestplatz bei der Niederländischen Dreiband-Meisterschaft, zunächst vier Mal Vize-Meister und zwei Mal Bronze, bevor er 1934 die erste von insgesamt sieben Goldmedaillen als nationaler Dreiband-Meister erhielt. Bis 1933 musste er sich immer dem Altmeister und Seriensieger Henk Robijns geschlagen geben.

### International
1929 nahm Sengers an der Zweiten Dreiband-Weltmeisterschaft in Brüssel teil und gewann sogleich Bronze hinter dem Vorjahressieger Edmond Soussa aus Ägypten und dem Belgier Emile Zaman. Im Folgejahr seine zweite Teilnahme, in Amsterdam vor heimischem Publikum. Auch hier war sein Rivale Robijns nicht zu schlagen, er besiegte auch Vorjahressieger Soussa. Nach den regulären Partien stand es für Robijns, Soussa, Sengers und Zaman 10:4, Gleichstand. Zu der Zeit waren sogenannte „Stichpartien“ üblich, um eine eindeutige Platzierung zu erhalten, diese ging, wieder mit Gleichstand, 4:2 für Robijns, Soussa und Sengers aus. Um nicht weitere Stichpartien durchführen zu müssen, wurde die Platzierung anhand der Generaldurchschnitte (GD) der Stichpartien vorgenommen und so kam Sengers erneut nur auf den dritten Platz.
Die nächste Weltmeisterschaft fand in Barcelona statt. Es gewann der Lokalmatador Enrique Miró, mit 12:2, vor Soussa (10:4), Sengers mit 8:6 dahinter. Die Weltmeisterschaften 1932 im französischen Vichy und 1933 in Kairo ließ er aus und nahm erst wieder 1934, erneut in Barcelona, teil. Wieder gewann mit Claudio Puigvert ein einheimischer Spieler, vor Jacques Davin aus Frankreich und seinem Landsmann Jean Marty. Die folgenden Turniere in Algier 1935 und New York 1936 ließ er erneut aus. In Köln 1937, die Billardtuchfabrik Simonis hatte erstmals ein speziell für das Dreibandspiel eigenes Tuch zur Verfügung gestellt, gewann er seine vierte und letzte Bronzemedaille, hinter Alfred Lagache aus Frankreich und dem Düsseldorfer August Tiedtke. Es war auch gleichzeitig seine letzte Teilnahme bei Weltmeisterschaften.
Kurz vor Kriegsausbruch nahm er an der letzten Vorkriegs-Dreiband-Europameisterschaft 1939 teil, die Ende Juni, Anfang Juli im französischen Angoulême ausgerichtet wurde, erreichte aber hinter Lagache, Arie Bos und Alfredo Ferraz nur den 4. Platz. Nach dem Krieg, Sengers war inzwischen 60 Jahre alt, seine letzte internationale Turnierteilnahme bei der Dreiband-Europameisterschaft 1947 in Brüssel, wo er auf dem letzten (8.) Platz kam.
In den gut 20 Jahren seiner Karriere sammelte Sengers insgesamt 21 Medaillen bei nationalen und internationalen Meisterschaften.

## Sportfunktionär
Von 1929 bis 1958 war er Vorsitzender des Billardvereins „BV Rotterdam“. 1948 war Sengers als nationaler Schiedsrichter für den Koninklijke Nederlandse Biljartbond (KNBB) tätig.

## Erfolge
- Dreiband-Weltmeisterschaft:  1929, 1930, 1931, 1937
- Niederländische Dreiband-Meisterschaft:  1934, 1936, 1937, 1940, 1941, 1942, 1947  1928, 1929, 1931, 1933, 1935, 1938, 1939, 1944  1930, 1932

Quellen: 